# 메가맨 (아치 코믹스)
《메가맨》(Mega Man)은 캡콤의 비디오 게임 시리즈 《록맨》에 기반하고 미국의 아치 코믹스가 발행한 만화이다. 아치의 다른 만화 《소닉 더 헤지혹》의 스토리를 담당한 이안 플린이 작가를 맡았다.
2010년 뉴욕 코믹콘에서 처음 발표돼 2011년 4월부터 월간 단위로 연재를 시작했다. 클래식 록맨 시리즈를 기반으로 《록맨》, 《록맨 2》과 《록맨 3》에 해당하는 내용을 담아 연재했으며, 그 외에 《슈퍼 어드벤처 록맨》같은 외전이나 《록맨 X》처럼 시열대상 해당 작품의 미래에 해당되는 이야기도 포함됐다. 2013년에는 《소닉 더 헤지혹》과 크로스오버 만화가 연재됐다. 2015년 12월, 《록맨 4》를 예고하는 이슈 55를 마지막으로 무기한 휴재를 선고하면서 연중됐다.

## 제작
2010년 10월, 뉴욕 코믹콘에서 미국의 만화 발행사 아치 코믹스가 캡콤의 게임 시리즈 《록맨》에 기반한 코믹스를 연재할 것이라고 발표했다. 해당 행사에서 아치 코믹스의 《소닉 더 헤지혹》을 담당하기도 했던 이안 플린이 작가를 맡을 것이라고 밝혀졌다.